# Patricia Tapia
Patricia Tapia Pacheco (Madrid; 15 de noviembre de 1977), conocida también como Patt (estilizado en mayúsculas), es una cantante de rock y heavy metal española conocida principalmente por haber sido vocalista de las bandas de rock español Nexx y Mägo de Oz. Tapia actualmente es la vocalista de su propio proyecto musical, KHY.

## Biografía
Con dieciocho años Patricia comenzó su carrera en una banda de versiones de rock melódico llamado Fahrenheit, junto a su hermana Mónica y algunos integrantes de lo que sería su primera banda Nexx, recibiendo clases particulares de canto y armonía con diferentes profesores; continuó durante seis años cantando en orquestas tocando diferentes estilos mientras comenzaba en otra banda, Trixies, de soul y rock, lo que la llevaría a formar parte del grupo Nexx con el que grabó dos álbumes, dándose a conocer en el mundo del rock, permitiéndole incorporarse a la banda de metal folclórico Mägo de Oz, grupo al que perteneció hasta marzo de 2023.
Se presentó a las audiciones de Operación Triunfo 2002, aunque no hizo la última audición en Barcelona debido a la propuesta de un contrato con Now & Then que ella aceptó para grabar Colours, el que sería el primer álbum de Nexx, grupo del que fue vocalista. Más tarde y después de grabar su segundo álbum, Another Dawn, el grupo decidió separarse. En el «Rockreferéndum» de la revista Heavyrock, Tapia ha sido votada desde 2005 hasta 2008 como la mejor voz femenina de España, en esta última quedó en segunda posición. Actualmente es la voz de su nueva banda, Patricia Tapia KHY, con los que ha hecho ya una gira musical incluyendo una presentación en el festival Rock de Cervantes, junto con otras bandas como Mägo de Oz, Muro o Jorge Salán.
Ha cantado y colaborado con artistas como Iguana Tango, Pedro Andrea, José Andrëa, Harem Scarem, Asfalto, Danny Vaughn y Jeff Scott Soto, entre otros.

## Carrera musical

### Nexx
Ha sido la cantante de Nexx desde noviembre de 2000, aunque había estado implicada previamente con la banda desde la primavera de ese mismo año. Aunque las canciones de Nexx eran en inglés había algunas en español que posteriormente estarían en sus álbumes Colours y Another Dawn publicados en 2003 y 2006, respectivamente. Nexx tiene otros álbumes que circulan por la internet, estos son Hello! This is Nexx y un álbum grabado en Masía Gaetá. Tiempo después de publicar el álbum Another Down con Nexx, el grupo anunciaría en su página web que harían un paréntesis aunque no sabían por cuanto tiempo. Actualmente la banda está separada aunque sus miembros tienen sus propios proyectos.

### Mägo de Oz
En 2004 Tapia participó como artista invitada en el álbum en solitario Donde el corazón te lleve de José Andrëa, en ese entonces vocalista de Mägo de Oz, en la balada «El peso del alma», una versión de una canción de HammerFall, en la cual realiza un dúo con José Andrëa, aportando también como corista y segunda voz en las canciones del álbum. En ese mismo año participó también en otro álbum de Mägo de Oz, Belfast, colaborando en la canción «Todo irá bien». 
En el DVD en directo de Madrid Las Ventas, Tapia fue invitada y apareció en dos canciones, «Tres tristes tigres» y «Astaroth», donde originariamente cantaría Mar Cabello, cantante de Carromato.
En 2005 Tapia vuelve a colaborar con Mägo de Oz en el álbum Gaia II: la voz dormida como voz y corista en muchas canciones y, en el tema «Diábulus in música», cantando un pequeño fragmento. Cuando el grupo lanza a la venta el sencillo de esta canción, incluyen una demo en el que el tema es cantado completamente por Tapia. 
En la gira musical que el grupo realizó por América y España y de la cual salió el esperado DVD Barakaldo D.F., grabado en Baracaldo y México, Tapia los acompañó, junto con Tony Menguiano, y Baol Bardot Bulsara (Lucky Luciano), como corista, segunda voz y cantando partes de algunas canciones que en el álbum eran interpretadas por artistas invitados. 
En 2006, Txus di Fellatio lanza a la venta un libro de poesías con un CD en él, hay canciones en las que Tapia colabora junto a Tony Menguiano como corista. En este mismo año, Mägo de Oz lanza un álbum recopilatorio, The Best Oz, en el que Tapia vuelve a participar en voz y coros con Tony Menguiano.
En 2007, Tapia sigue con Mägo de Oz, ya con su integración definitiva al grupo, en la gira Hasta que el cuerpo aguante de 2007 y en el álbum La ciudad de los árboles como segunda voz del grupo y corista. La incorporación definitiva de Tapia en las filas del grupo otorga gran riqueza y personalidad a las voces con su gran habilidad para la melodía y armonía. En los sencillos que el grupo lanza de «Y ahora voy a salir» y «Deja de llorar», Tapia canta «Moonlight Shadow» de Mike Oldfield y «Mercedes Benz» de Janis Joplin, este tema lo ha cantado en varios conciertos de Mägo de Oz.
El 6 de abril salió Gaia III: Atlantia. En este álbum Tapia canta una canción entera como voz principal y José Andrëa queda relegado los coros de la canción, el título es «El violín del diablo», además ella es la que ha compuesto la letra del tema. Comienza lento pero pronto vuelve el heavy metal. Tiene detalles operísticos en la voz que habrá quien los hermane con el sonido de Nightwish. En este último álbum de Mägo de Oz, Tapia tiene muchísima más importancia que en cualquier otro. Además en el extended play de «Que el viento sople a tu favor», Tapia interpreta la canción de Cyndi Lauper «Girls Just Want to Have Fun».
En el álbum Gaia: epílogo, Tapia también tiene muchísima más participación llegando a cantar la introducción y gran parte de algunas canciones del álbum.
En 2012 se estrenaría el nuevo álbum de Mägo de Oz, Hechizos, pócimas y brujería, donde Tapia se oiría más presente en los coros de la mayoría de las canciones del álbum, contando también que interpretaría una canción entera, «Brujas».
En el álbum Celtic Land, junto con Txus di Fellatio, adapta las letras de las canciones de castellano a inglés. Además, el álbum incluye la canción «Siempre», cantada por Tapia .
En 2014 se estrenaría el álbum Ilussia, donde Tapia se escucha presente en todo el álbum, siendo ya sea de coros o cantando fragmentos en algunas canciones.
En el álbum Finisterra Opera Rock, canta «Kelpie» y «Tres tristes tigres», y hace coros en la gran mayoría de canciones en el álbum.
En 2017 Mägo de Oz grabaría un directo en sinfónico, Diabulus in Opera, donde Tapia estaría presente en todas las canciones y durante el concierto interpretaría tres canciones siendo la voz principal en «Mercedes Benz», «No pares (de oír rock & roll)» y «Revolución»; contando que también hizo hermosos coros y también canto fragmentos de algunas canciones al lado de Zeta.
Para 2018 en el álbum tributo a Mägo de Oz Stay Oz hasta que el cuerpo aguante Tapia y su banda KHY grabarían la canción «Astaroth» siendo ella la voz principal en toda la canción.
Para el estreno en 2019 del álbum Ira Dei observamos que Tapia estaría presente en los coros de todas las canciones y cantaría fragmentos al lado de Zeta en canciones como «El amor brujo», «Tu funeral» y «Te traeré el horizonte». Ella interpretaría canciones enteras como «Ciudad Esmeralda» y «Bajo mi piel», y habría canciones con toques de ópera que ella le daría como «Opera mortis», «Infinitum» e «Ira Dei».
El 24 de marzo de 2023, anunció que abandonaba Mägo de Oz afirmando que no se sentía a gusto con la dirección musical que había tomado el grupo. El comunicado de Tapia concluye con sus buenos deseos a la banda y agradeciendo a los fanáticos todo su apoyo durante su estadía en Mägo de Oz durante diecisiete años.

### KHY
El 11 de mayo de 2010 salió a la venta el nuevo álbum de Patricia Tapia como Patricia Tapia KHY. Una banda que, dentro del rock, mezclan sonidos electrónicos con fuertes guitarras distorsionadas y partes al más puro estilo acústico.
La composición viene por parte de Patricia y su hermana Mónica Tapia, ycuenta con la colaboración a la guitarra de Jorge Salán, el violín de Mohamed (Mägo de Oz) y la voz de Tony Menguiano del grupo Neomenia.
El 2 de noviembre de 2009 el grupo inauguró su MySpace oficial y el 9 de noviembre se estrenó la canción «Moonlight Shadow» en los ensayos que tuvo la banda en la sala Ritmo y Compás y el 18 de este mismo mes estrenaron el vídeo de los ensayos versionando la canción «Umbrella» de la cantante Rihanna.
En 2011 editaron su segundo álbum, Irrompible, con nuevos integrantes en la banda y un sonido más roquero que en el primer álbum. Aprovechando la actuación de Mägo de Oz, Patricia Tapia realizó un pequeño concierto en Ciudad de México teloneando a Mägo de Oz. En este caso los músicos que acompañaron a la cantante no fueron los propios miembros de KHY. Realizaron conciertos de presentación durante 2012 por distintas ciudades españolas y, además, el álbum salió a finales de año en América.
A principios de 2014 Patricia Tapia compartió un enlace en su Facebook en el cual daba a conocer el nuevo nombre de su álbum: Génesis, el cual también dijo que saldría en febrero o marzo.
El 25 de marzo de 2014 salió a la venta Génesis con un sonido endurecido y con Juan Sánchez y Javier Sane como nuevos integrantes del grupo. «Revolución» fue el primer sencillo de este disco, ya bajo el nombre únicamente de KHY.

### Colaboraciones
En el álbum Path of Nails del grupo Gauntlet, Tapia colabora en el tema «The Light».
También ha prestado su voz para el álbum Viviendo en un huracán del grupo Arabia en las canciones «Berenice» y en «A veces lloro».
Entre 2006 y 2007 se grabó una ópera rock, Edgar Allan Poe. Legado de una tragedia sobre la vida y obra de Edgar Allan Poe, que reunía a los mejores cantantes y músicos de habla hispana del rock. El disco salió a la venta el 16 de diciembre de 2008 en el que Tapia hacía de Virginia, esposa y prima de Poe.
Este año ha colaborado en una canción del nuevo álbum de Cripta, y en otra canción llamada «Recuerdos del 93» del nuevo álbum de Jorge Salán.
Ha participado también en el tema «Ojos verdes» de la banda Barbarroja, en su segundo álbum Rompiendo cadenas.
También, y a petición de Txus di Fellatio, colabora en el álbum de canciones infantiles compuesto por Di Fellatio para el musical Héroes de pacotilla, en el cual canta entre otras, la canción «Donde el corazón te lleve», compuesta en su momento, por el baterista de Mägo de Oz para el álbum en solitario de José Andrëa.
En el año 2012, participó en el álbum Ciudad de caos del grupo Leyenda en los temas «Junto a ti» y «Vestido blanco».
Recientemente participó en el álbum Érase una vez un cuento al revés de la banda Perfect Smile, en el tema «Ojos negros».
Ejerció como corista de Mónica Naranjo en su gira 4.O.

## Discografía

### Nexx
- In Spanish
- Hello! This is Nexx
- Colours (Nexx) (2003)
- Live in Spain (masía gaeta) (2005)
- Another Dawn (2006)

### Mägo de Oz
- The Best Oz (2006)
- La ciudad de los árboles (2007)
- Barakaldo D.F. (2008)
- Gaia III: Atlantia (2010)
- Gaia: Epílogo (2010)
- Love and Oz (2011)
- Hechizos, pócimas y brujería (2012)
- Celtic Land (2013)
- Ilussia (2014)
- Finisterra Opera Rock (2015)
- Diabulus in Opera (2017)
- Ira Dei (2019)
- Bandera Negra (2021)
- Love and Oz, Vol. 2 (2022)

### Patricia Tapia KHY
- Volver a creer (2010)
- Irrompible (2011)
- Génesis (2014)
- Wicked Game (2014)

### Colaboraciones
- José Andrea - Donde el corazón te lleve (2004)
- Mägo de Oz - Belfast (2004)
- Mägo de Oz - Madrid Las Ventas (2005)
- Mägo de Oz - Gaia II: La voz dormida (2005)
- Txus di Fellatio - El cementerio de los versos perdidos (2006)
- Gauntlet - Path of Nails (2006)
- Legado de una tragedia - Edgar Allan Poe (2008)
- Barbarroja - Rompiendo Cadenas
- Jorge Salán - Estatuas en la calle
- Cripta - Ante mí (2010)
- Asfalto - Al fin vivos (2010)
- Héroes de Pacotilla - El musical (2010)
- Bürdel King - Ladran, luego cabalgamos (2011)
- Leyenda - Junto a ti y Vestido blanco (Ciudad del Caos) (2012)
- Perfect Smile - Ojos Negros (2013)
- Mónica Naranjo - Gira 4.o (2014)
- Ago - Alfa & Omega (2018)
- Celtian - En tierra de hadas (2019)
- Z-Legacy - El traidor (2023)￼
- Z-Legacy - Hasta el último confín (2024)